# Ponava
Ponava je městská čtvrť severně od centra statutárního města Brna. Její katastrální území má rozlohu 1,60 km². Území pozdější Ponavy bylo k Brnu připojeno v letech 1850 a 1919. Ponava je od 24. listopadu 1990 součástí samosprávné městské části Brno-Královo Pole. Žije zde přibližně 6700 obyvatel.

## Hranice
Hranice s katastrálním územím Veveří prochází ulicemi Štefánikovou, Hrnčířskou a Kounicovou, s katastrálním územím Žabovřesky ulicí Kounicovou, s katastrálním územím Královo Pole ulicemi Tábor, Domažlickou, Kartouzskou a Antonína Macka, a s katastrálním územím Černá Pole ulicemi Pionýrskou, Drobného a Třídou generála Píky.

## O čtvrti
Celá čtvrť má výrazně městský charakter, prochází tudy důležitá třída Štefánikova, po které je zajištěn tramvajový provoz mezi centrem města a čtvrtěmi Královo Pole, Medlánky a Řečkovice. Zajímavá místa čtvrtě představují například Botanická zahrada a arboretum Mendelovy zemědělské a lesnické univerzity v Brně nebo fotbalový stadion Za Lužánkami. Na východě čtvrti se nachází velké nákupní centrum Královo Pole.

## Obyvatelstvo
| 1970   | 1980  | 1991  | 2001  | 2011  | 2021  |
| ------ | ----- | ----- | ----- | ----- | ----- |
| 10 866 | 9 065 | 8 009 | 7 120 | 6 741 | 6 817 |

## Historický přehled
Katastrální území Ponava bylo utvořeno při reambulaci Brna, z let 1966–1969, spočívající mimo jiné v radikálních změnách katastrálního členění Brna, jakož i úpravách hranic Brna s okolními obcemi. Vzniklo z částí katastrálních území Velká Nová Ulice a Červená, Královo Pole a Dolní a Horní Cejl. Jeho pozemky byly tedy připojeny k Brnu ve dvou fázích: 6. července 1850 (části Ponavy patřící v té době ke katastrům Velká a Nové ulice a Horního a Dolního Cejlu) a 16. dubna 1919 (část Ponavy patřící v té době ke katastru Králova Pole). Před 1. červencem 1979 však měla Ponava odlišnou západní hranici než má dnes: patřila k ní i celá ZSJ Dřevařská (dnes součást katastrálního území Veveří), naopak k němu nepatřily západní bloky, ohraničené na východě ulicemi Klatovská, Šumavská a Chodská. Území Ponavy v hranicích z roku 1979 bylo do 31. července 1976 rozděleno mezi městské obvody Brno V (většina katastru) a Brno III (jihovýchodní část katastru s téměř celým areálem Arboreta Mendelovy univerzity, oběma stadiony, areálem TJ Tesla Brno a Boby centrem). Od 1. srpna 1976 do 23. listopadu 1990 pak celé území současné Ponavy náleželo k městskému obvodu Brno V.